# Église Saint-Patrice de Bayeux
Pour les articles homonymes, voir Église Saint-Patrice.
 (septembre 2016).
Si vous disposez d'ouvrages ou d'articles de référence ou si vous connaissez des sites web de qualité traitant du thème abordé ici, merci de compléter l'article en donnant les références utiles à sa vérifiabilité et en les liant à la section « Notes et références ».
L'église Saint-Patrice est une église catholique située à Bayeux, en France.
Contrairement aux églises du Bessin à forte domination romane, celle de Saint-Patrice dont l'existence remonte au XIIe siècle est avant tout un lieu important de culte de la paroisse Notre-Dame du Bessin.
Par sa qualité acoustique, sa nef est très appréciée des mélomanes ainsi que des chefs de chœur.

## Localisation
L'église est située dans le département français du Calvados, sur la commune de Bayeux à l'angle de la rue Montfiquet et de la rue d'Éterville.

## Historique
L'édifice est classé au titre des monuments historiques en 1923.

### Étapes de l'édification
- Ve siècle, fondation de la première église.
- XIIe siècle, première église romane entourée d'un cimetière planté d'arbres attestée dans la vie de saint Geoffroy, deuxième abbé de Savigny, fils (disait-on) du gouverneur de Bayeux et natif de la paroisse. Le mur nord du chœur marque l'emplacement du mur nord de l'édifice primitif.
- 1er août 1469, dans la chapelle de la Sainte-Vierge (transept sud) fut érigée la confrérie de l'Immaculée Conception.
- fin XVe siècle, elle fut réparée des dégâts causés lors de la guerre de Cent Ans par des bandes anglo-navarraises. L'édifice mesurait alors 40 m de long et 9 m de hauteur.
- 7 mai 1548, pose de la première pierre de la tour style Renaissance.
- 1561, le pape Alexandre VII confirma les statuts et les privilèges de l'Immaculée Conception.
- 1745, exhaussement du sol de la nef de trois pieds (~1 mètre).
- 1746, transformation du gothique, construction de la nef en néogothique devant l'accroissement continue de la population locale.
- 1747, reconstruction du chœur en style classique.
- 28 novembre 1802, réouverture de l'église après la Révolution.
- 1817, pose du banc d’œuvre.
- 1855, pose des vitraux du chœur de Frédéric Langlois et de quatre statues d'évêques par La Foglia (artiste italien).
- 1er décembre 1857, une horloge est placée sur la tour.
- 1863, l'église fut aux 3/5 reconstruite dans un style Louis-Philippe et allongée de 13 mètres.
- 29 novembre 1874, édification du calvaire de granit à l'occasion d'une mission.
- 1890, pose des vitraux par Duhamel-Marette (Évreux), deux séries distinctes : les sacrements de l'Église et la Vie de saint Patrice.

### Liste des curés
| Nomination | Nom et prénom          |
| ---------- | ---------------------- |
| 1550       | Raymond Benard         |
| 1594       | Pierre Le Cherton      |
| 1631       | Pierre Le Roy          |
| 1668       | Jacques Poincheval     |
| 1699       | Michel Le Nepveu       |
| 1738       | Gabriel-Étienne Hébert |
| 1789       | Philippe De La Brecque |
| 1802       | Pierre Durozier        |
| 1820       | Philippe La Brecque    |
| 1830       | Abbé Aubert            |
| 1848       | Abbé Yvon              |
| 1870       | Chanoine Du Bisson     |
| 1887       | Chanoine Planquette    |
| 1900       | Chanoine Montaigu      |
| 1927       | Chanoine Quesnot       |
| 1960       | Abbé Jean Marie        |

### Personnages marquants

#### Abbé Réginald Outhier
L'abbé Outhier fut inhumé le 9 mai 1774 dans la chapelle de l’Immaculée Conception de la Sainte Vierge (transept sud de l’église actuelle). L’église Saint-Patrice ayant subi des dégâts importants lors des saccages sous la Révolution et ayant été reconstruite, les lieux des anciennes sépultures ne sont plus visibles.

#### Antoine Pilon
Antoine Pilon est né à Bayeux le 24 juin 1664, et a été baptisé à l'église Saint-Patrice. Il meurt dans sa maison de la Pointe-Claire le 21 janvier 1715. Une plaque commémorative a été placée sur le mur d'enceinte de l'église le 21 mai 1994 par l'association des Pilon d'Amérique à la mémoire de leur ancêtre.

## Architecture

### L'extérieur

#### Le clocher

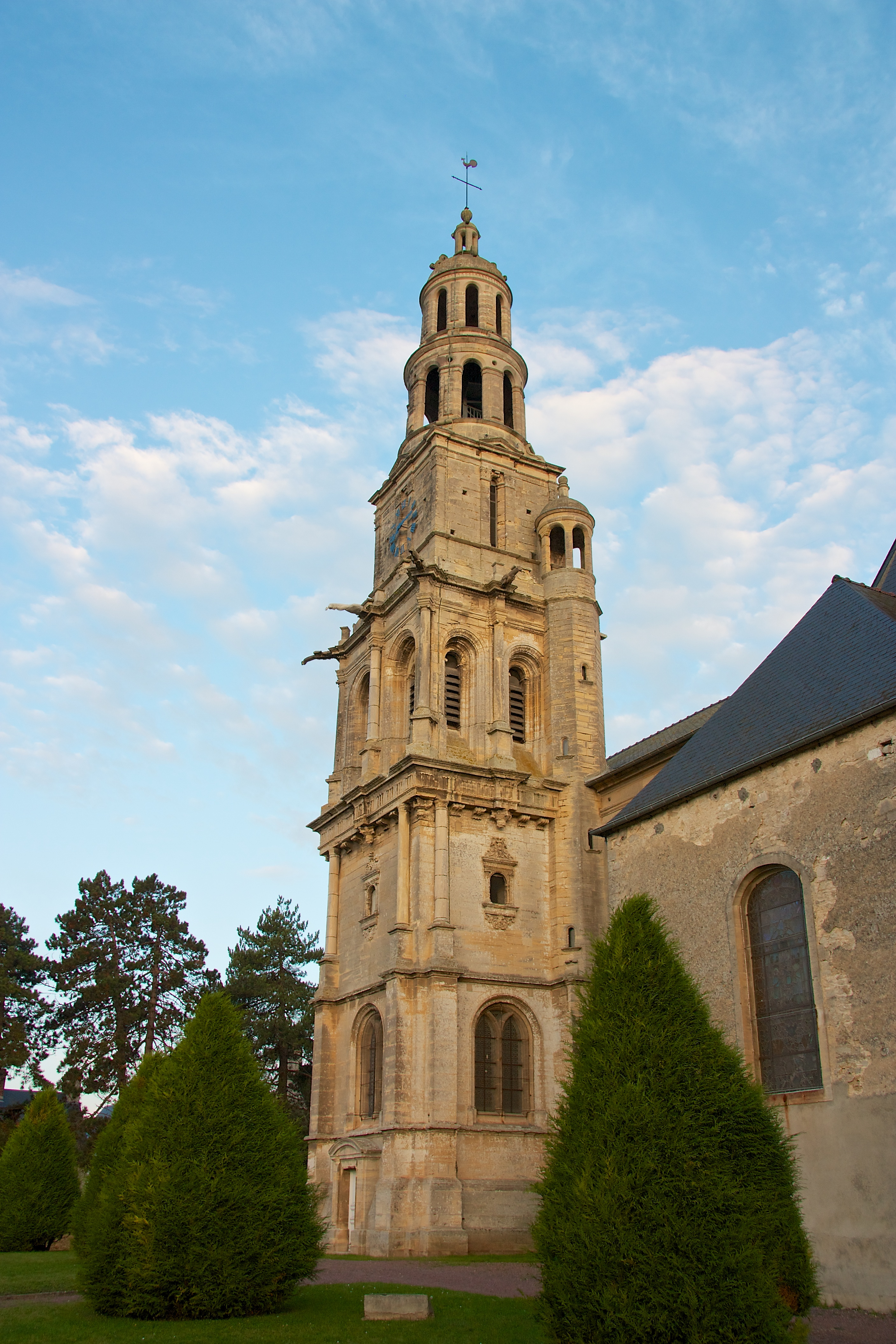
Vue extérieure de la tour style Renaissance.

Le clocher, seul élément classé de l'édifice est un intéressant spécimen de l'architecture de la Renaissance qui fut élevé entre 1544 et 1549 (en 1544, selon ce qui est gravé sur la pierre ou en 1548 selon ce qui est attesté par les écrits) grâce à la générosité d'un riche bourgeois de la paroisse, appelé Samson. Il est bâti hors-œuvre sur le flanc sud de l'église et superpose six étages :
- le premier niveau sert de soubassement, il est seulement renforcé aux angles des contreforts et divisé horizontalement par un bandeau.
- le second niveau introduit véritablement l'ordonnance classique. Des colonnes doriques soulignent fortement les angles et portent un large entablement dont l'élément essentiel est la frise à triglyphes. Chaque face de l'étage est percée d'une petite baie cintrée cantonnée de pilastres et surmontée d'un entablement et d'un fronton à volutes.
- le troisième niveau largement éclairé sur chaque face par deux grandes baies divisées intérieurement par une colonnette, est rythmé fortement par des colonnes ioniques (au milieu de chaque face et aux angles). Elle supporte une corniche et des gargouilles à figures grimaçantes d'esprit encore gothique. L'étage enferme la chambre des cloches.
- le quatrième niveau en retrait sur le précédent, mais toujours carré, est simplement orné aux angles de pilastres corinthiens, qui encadrent également la haute baie rectangulaire centrale, couronnée d'un court fronton triangulaire, qui éclaire chaque face.
- les deux derniers étages sont constitués par une lanterne circulaire à deux niveaux, en léger retrait l'un sur l'autre, couverte par une calotte couronnée d'un petit lanternon.

À l'est, une petite tourelle d'escalier octogonale, coiffée d'un lanternon, donne accès au troisième niveau du clocher. Cette tour peut être comparée à celle de Gisors en Haute-Normandie, réalisée entre 1542 et 1590.

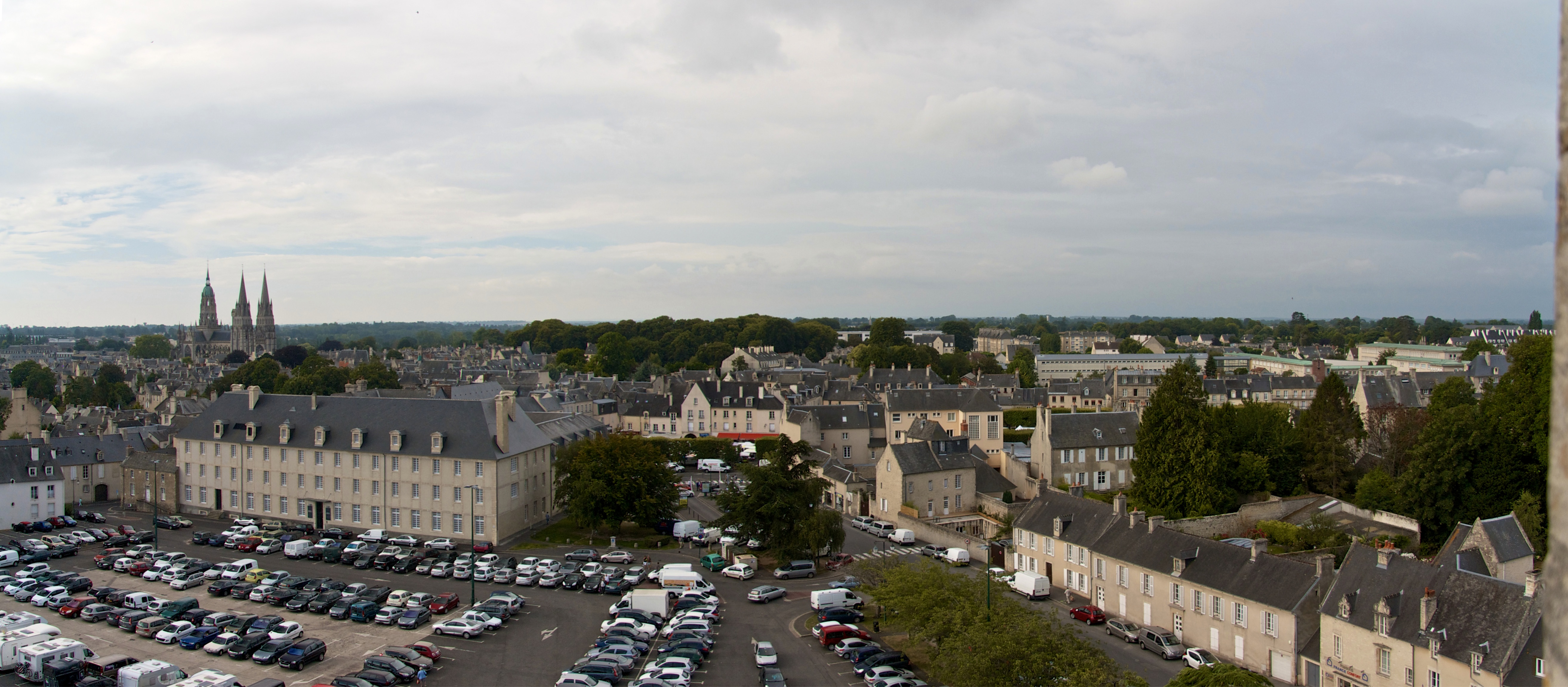
Vue côté sud, depuis le dernier étage de la tour de l'église

### L'intérieur

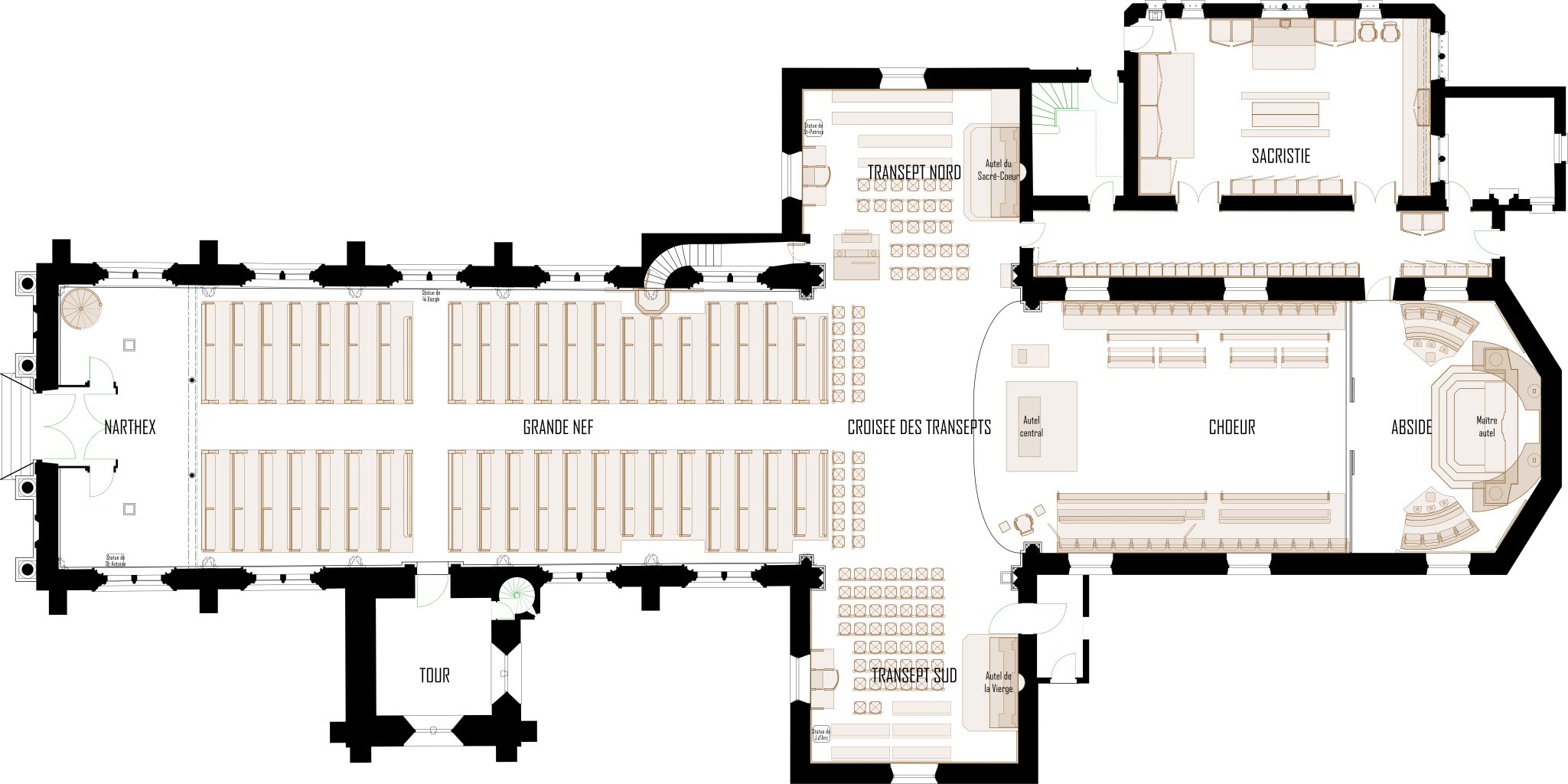
Plan détaillé de l'intérieur de l'église Saint-Patrice.

#### La nef
La nef a été reconstruite au XIXe siècle (1863) dans un style voisin de celui du clocher par les architectes Martial Pelfresne et Alphonse Delaunay.

#### Le transept
Nord
Statue moderne de saint Patrice par Bernard Geoffre. Le saint d'abord prisonnier des Irlandais (chaîne) revint moine puis évêque, convertir ses geôliers. En traversant la France (bâton de voyageur) saint Patrice s'arrêta à Bayeux d'où la tradition d'un évêque de Bayeux appelé saint Patrice.
Sud
En 1469 dans cette chapelle de la Sainte Vierge fut érigée la confrérie de l'Immaculée Conception (placée sous les patronages de saint Patrice, Sébastien et Mathurin). L'official a approuvé cette érection l'année suivante et en 1561 le pape Alexandre VII en confirma les statuts et privilèges.

#### Le chœur

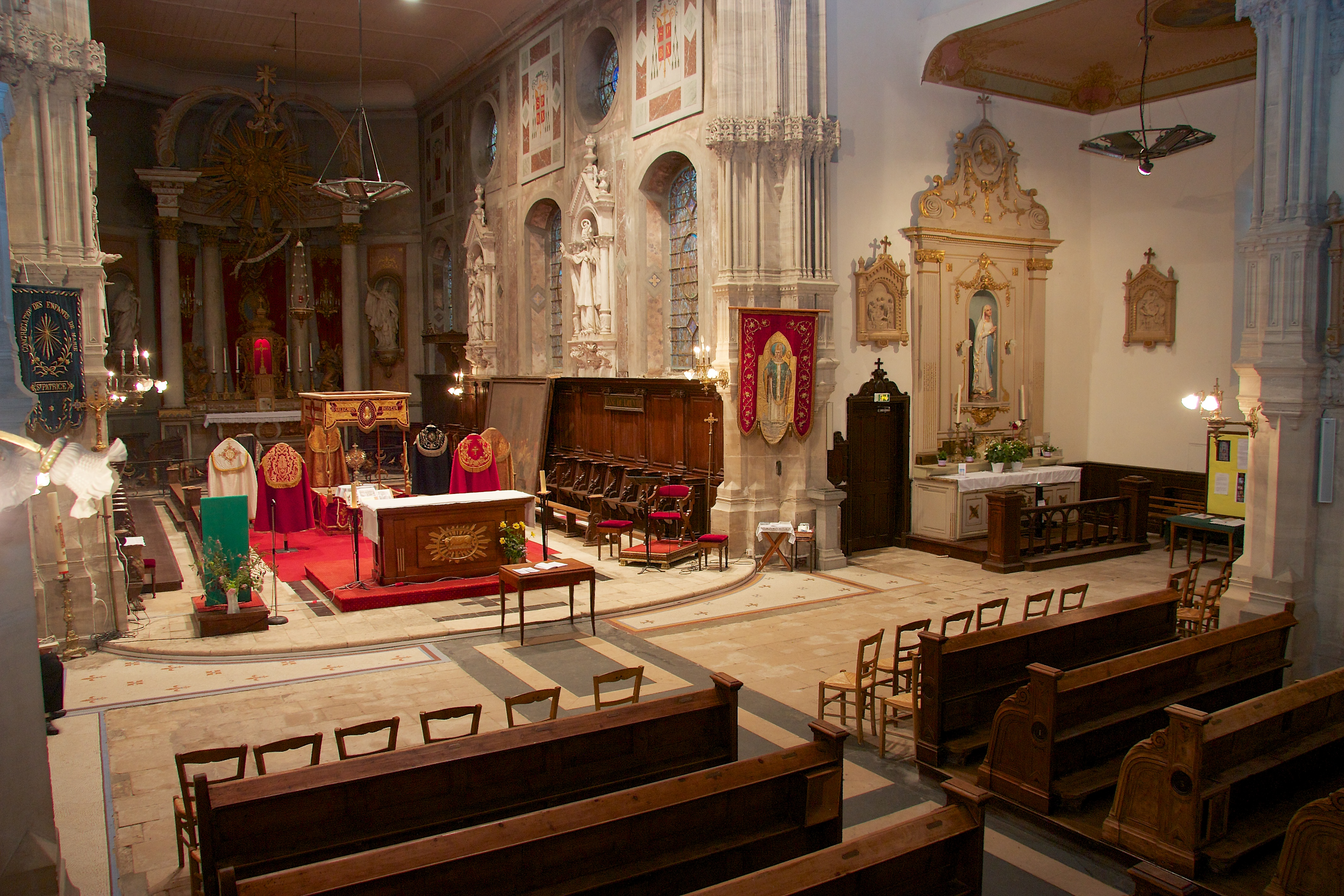
Vue du Chœur de l'église lors des journées du Patrimoine 2014.

Le chœur du XVIIe siècle avec des stucs de 1855. Plaques de marbre en 1909 et 1925, le mobilier provient en grande partie de l'ancien couvent de la Charité (actuel hall Saint-Patrice) dont les religieuses en furent chassées à la Révolution. Restes partiels du banc de l'œuvre Empire. Autour de l'autel, statues de saint Charles et de saint Augustin du XVIIIe siècle. Le baldaquin est de style Restauration, il fut commandé à un sculpteur caennais Douin en 1832, qui s'est inspiré de celui que l'on trouve dans le chœur de l'église Notre-Dame-de-la-Gloriette.

#### Le baptistère
Le rez-de-chaussée de la tour du clocher accessible à partir de la nef a la particularité de se détacher de l'édifice. Il servait autrefois de baptistère. On y trouve une belle fontaine en marbre du XVIIe siècle. Les armes du bourgeois Samson figurent sur un écusson armorié sculpté à la retombée des voûtes : trois oiseaux au bec allongé et entrouvert, des sansonnets.

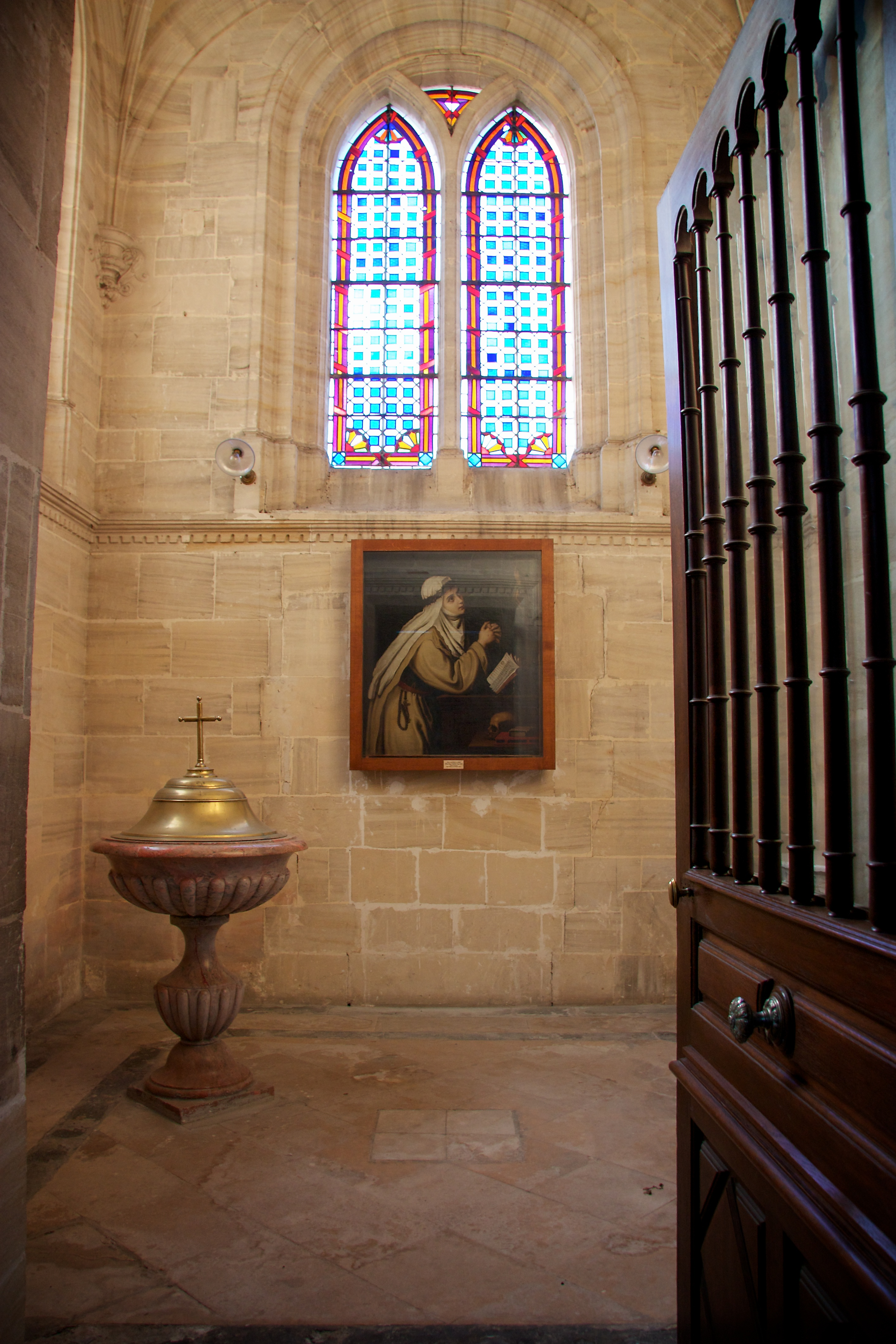
Vue de l'entrée du baptistère qui se trouve au rez-de-chaussée de la tour.
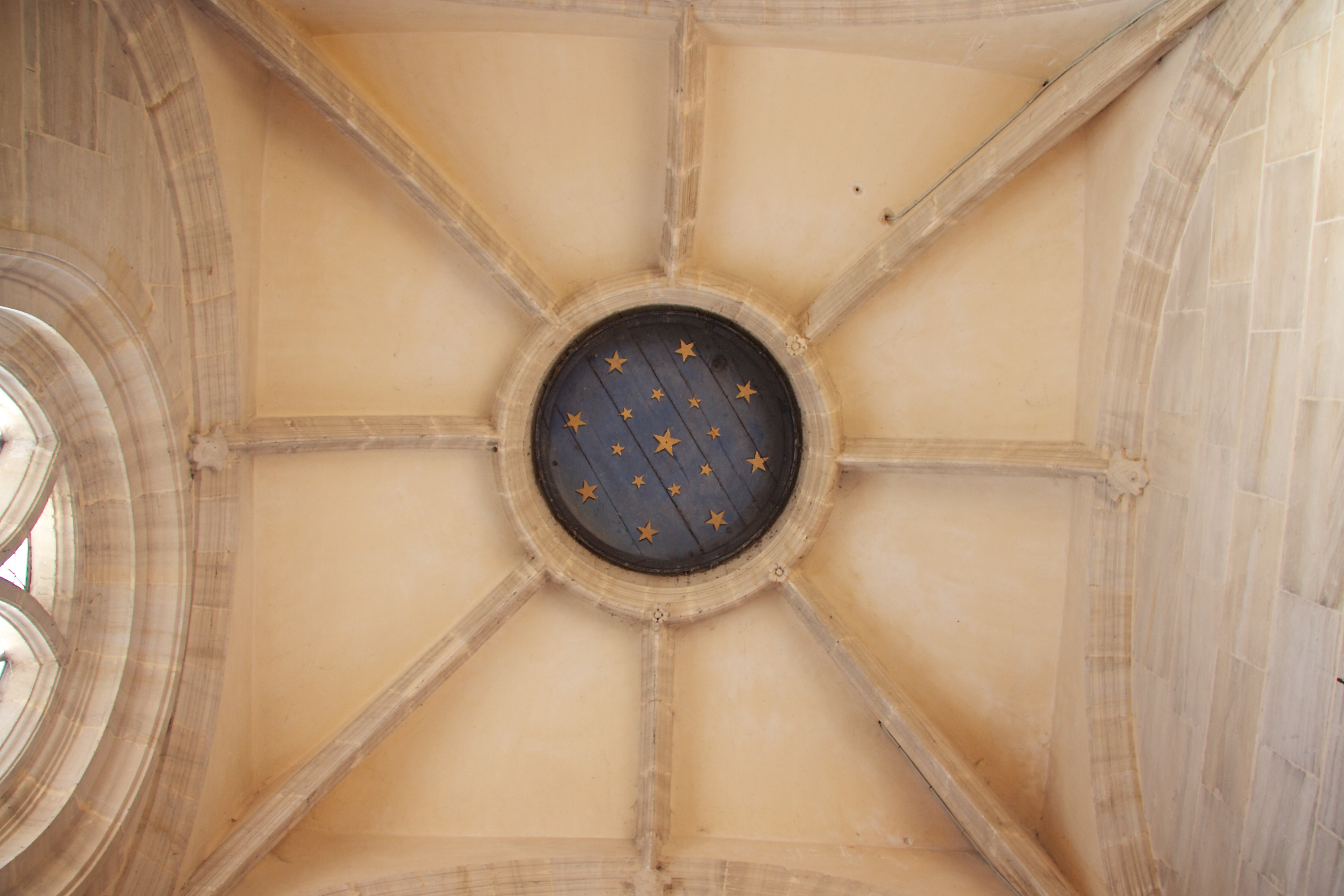
Trappe visible dans le plafond du baptistère au rez-de-chaussée de la tour.
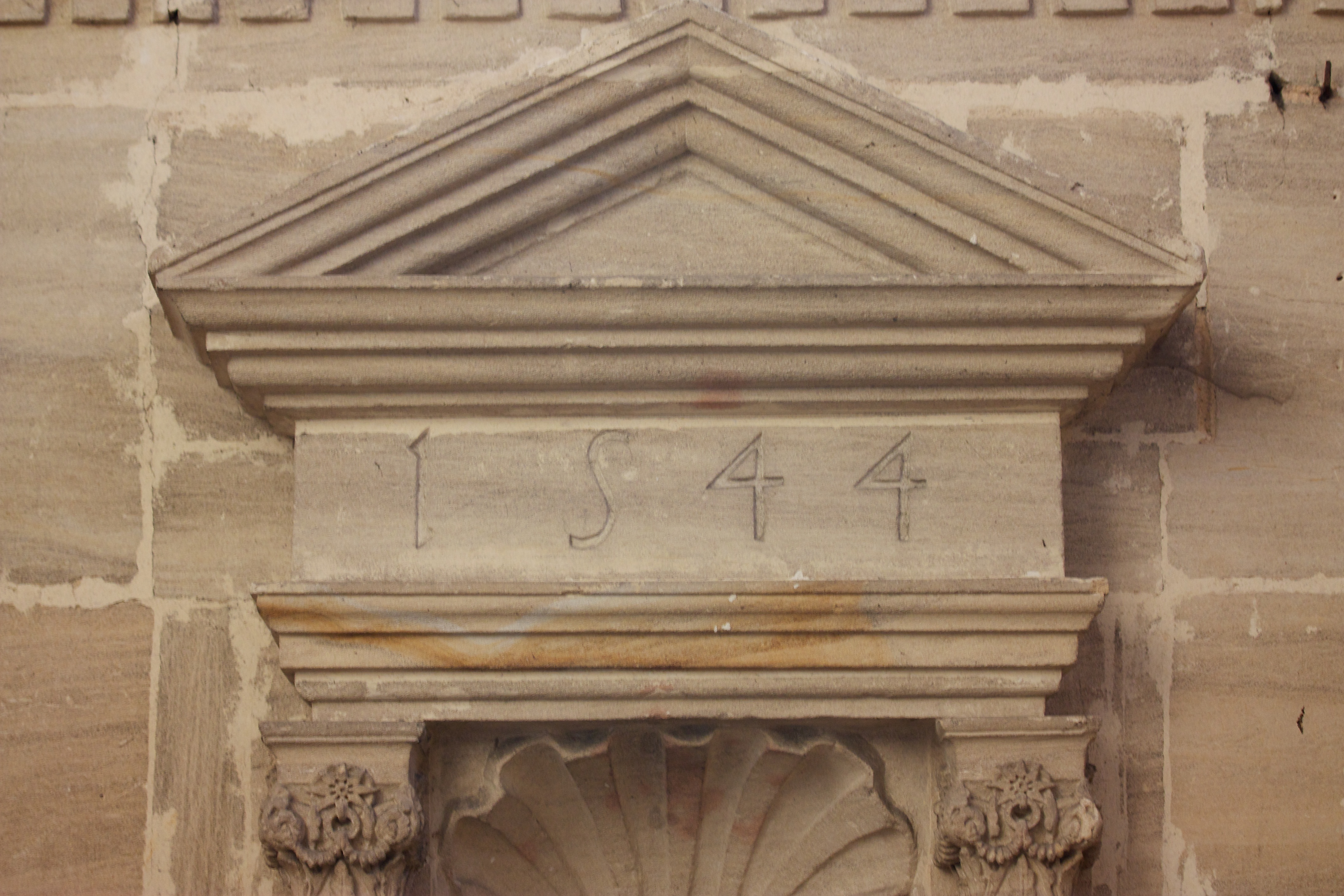
Inscription de l'année 1544 visible sur une pierre du rez-de-chaussée de la tour.

#### Les orgues
- L'orgue de tribune

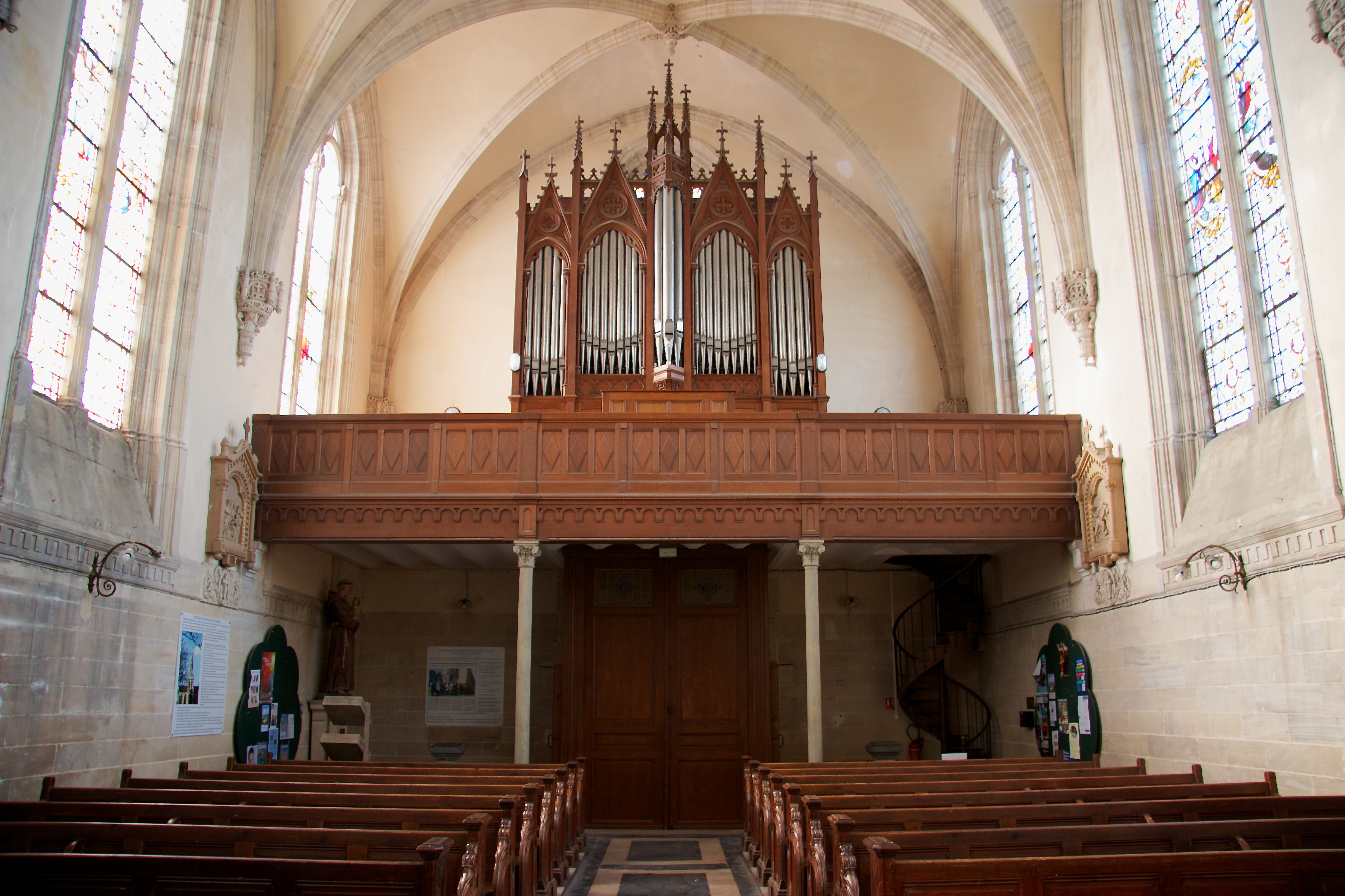
Grand orgue de tribune.

Le grand orgue est érigé sur une tribune de 1892, il fut inauguré le 11 décembre 1904. Il servait aux bénédictines et fut donné à la paroisse au moment des spoliations des congrégations. Réalisé par la maison Cavaillé-Coll dirigée par Charles Mutin en utilisant et en complétant les éléments d'un orgue antérieur plus petit de Joseph Merklin datant probablement des années 1860 ou 1870.
- L'orgue de chœur

Un harmonium d'accompagnement, soutient le chant, et permet de donner aux offices plus de solennité.

## Vitraux

### Nef
Nord
Les cinq fenêtres du Nord ont pour sujet la diffusion de la grâce par les Sacrements, elles comprennent 10 tableaux :
- Si scires donum Dei ; Notre Seigneur Jésus-Christ annonce à la Samaritaine le don de la grâce que Dieu veut faire aux hommes.
- Ego sum vita ; Notre Seigneur Jésus-Christ déclare à ses apôtres que c'est lui qui est la vie, la vie de la grâce, qu'il vient apporter au monde.
- Source de grâce ; Jésus meurt sur la croix, répandant avec son sang la grâce sur l'humanité tout entière, sur les justes représentés par saint Jean, et sur les pécheurs repentants figurés par sainte Madelaine; Marie, debout au pied de la croix, implore et obtient cette effusion de la grâce sur les hommes.
- Baptême ; ce tableau et les suivants représentent les Sacrements, qui sont, selon la doctrine de l'église, les canaux par lequel la grâce est répandue dans le monde ; le baptême est symbolisé par le baptême de Notre Seigneur Jésus-Christ par saint Jean-Baptiste.
- Confirmation ; la descente du Saint-Esprit sur les Apôtres.
- Eucharistie; les pèlerins d'Emmaüs.
- Pénitence chœur ; Madelaine aux pieds de Jésus.
- Extrême-Onction ; un prêtre administre les derniers Sacrements à un vieillard entouré de sa famille.
- Ordre ; un évêque des premiers siècles de l'église confère le sacrement de l'Ordre au milieu d'une nombreuse assistance.
- Mariage ; le mariage de la Sainte Vierge.

Ouest
Le vitrail de la façade ouest, au-dessus de la tribune, représente Notre Seigneur Jésus-Christ prêchant au milieu des campagnes de la Judée, et le peuple accourant en foule autour de lui.
Sud
Les quatre fenêtres du sud ont pour sujet la vie de saint Patrice, elles comprennent huit tableaux :
- Saint Patrice enfant, élevé chrétiennement ; le saint est debout près de sa mère, assise dans un riche fauteuil recouvert d'un dais ; elle lui explique quelque passage des Saints Livres, et le père, accoudé au fauteuil, assiste à la leçon et suit avec intérêt les progrès de son fils.
- Saint Patrice appelé au sacerdoce est ordonné prêtre par l’Évêque, entouré d'un nombreux clergé.
- Saint Patrice prêtre, bienfaiteur des pauvres ; le saint, en rochet, mosette et étole, distribue ses aumônes sous le péristyle d'une riche maison ; cette scène rappelle la tradition d'après laquelle saint Patrice donna aux pauvres une partie de sa fortune.
- Saint Patrice bénit les enfants ; le saint, parvenu à la dignité épiscopale, et revêtu de ses ornements pontificaux, est au milieu de son clergé, sur le perron de l'église, entouré d'une foule respectueuse qui se presse pour recevoir sa bénédiction.
- Prédication de saint Patrice au milieu des campagnes du Bessin, dont les habitants se convertissent en grand nombre.
- Glorification de Saint Patrice ; le saint, en ornement pontificaux et entouré d'anges portant les attributs de sa dignité épiscopale est à genoux aux pieds des trois personnes de la Sainte-Trinité, qui le reçoivent au ciel.
- Saint Patrice protège la paroisse ; entouré d'une multitude d'anges et de saints, il étend les mains du haut du ciel, au-dessus de l'église paroissiale.

## Cloches
L'église bénéficie d'un système de sonnerie électronique des cloches. Le clocher renferme encore les trois anciennes cloches en bronze mais la vétusté du système ne permet plus de les actionner.
Il est possible de lire l'inscription suivante sur l'une de ces cloches :
Madeleine Marie Louise France

bénite le XI mai l'an de grâce MDCCCCXLVII (1947)

sous le glorieux pontificateur de S.S. Pie XII 

par S.E. monseigneur Picaud évêque de Bayeux et Lisieux 

Monsieur le chanoine Quesnot étant curé de Saint-Patrice 

Monsieur Henry Jeanne, maire de Bayeux

Mon parrain fut : monsieur Lucien Charpentier

Ma marraine : madame Madeleine Manoury

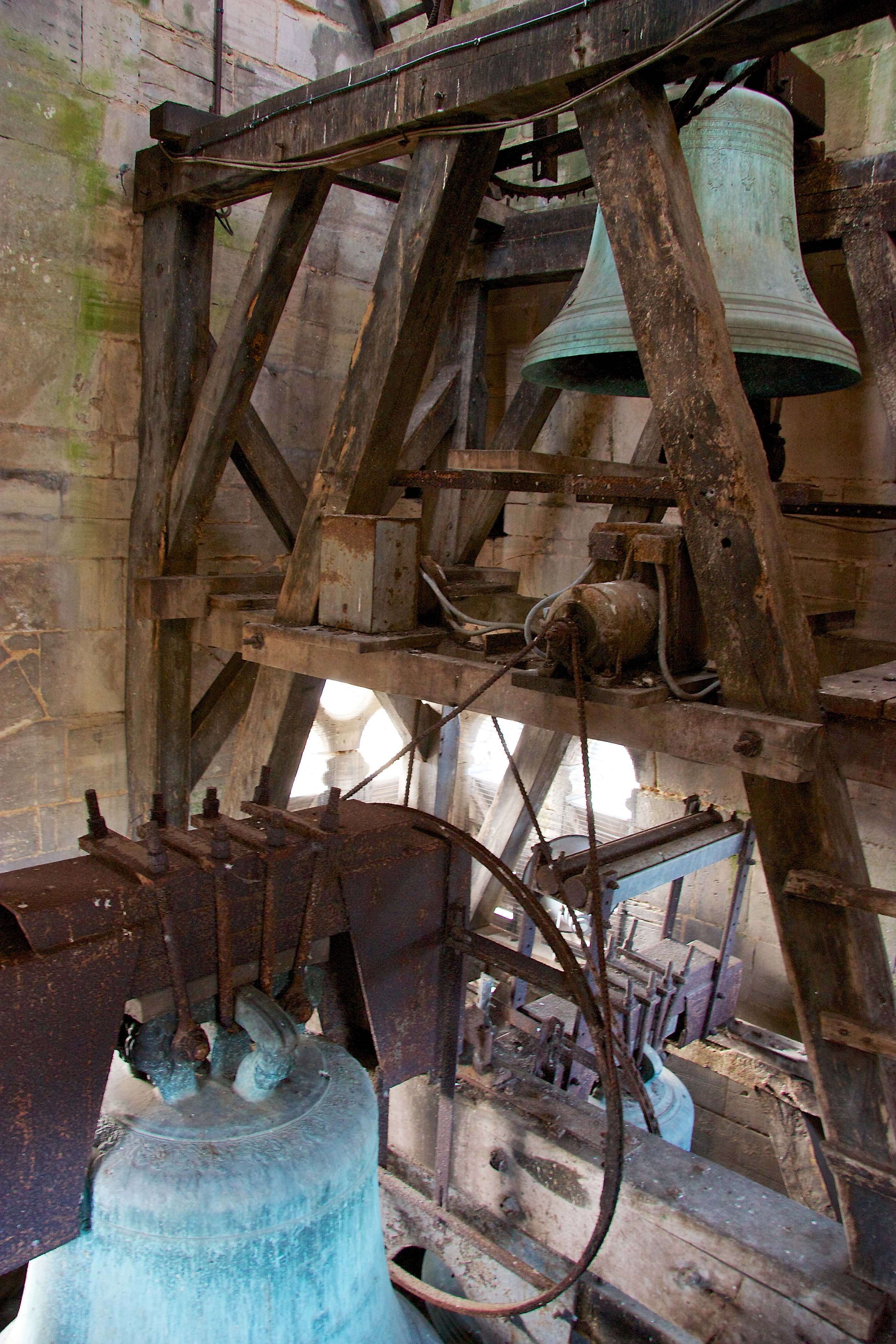
Vue des trois anciennes cloches dans le beffroi de la tour.
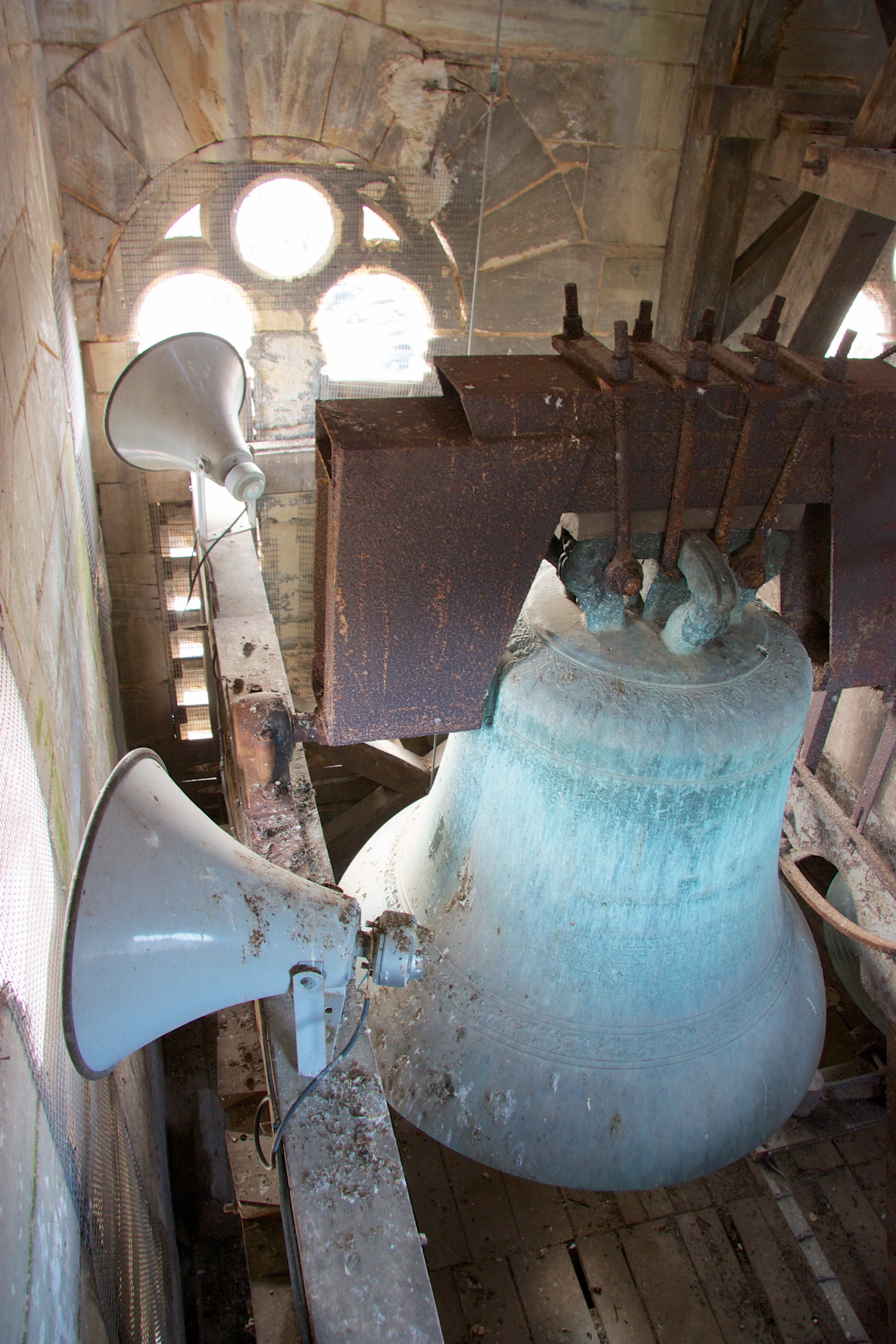
Vue du nouveau système de cloches (haut parleur).
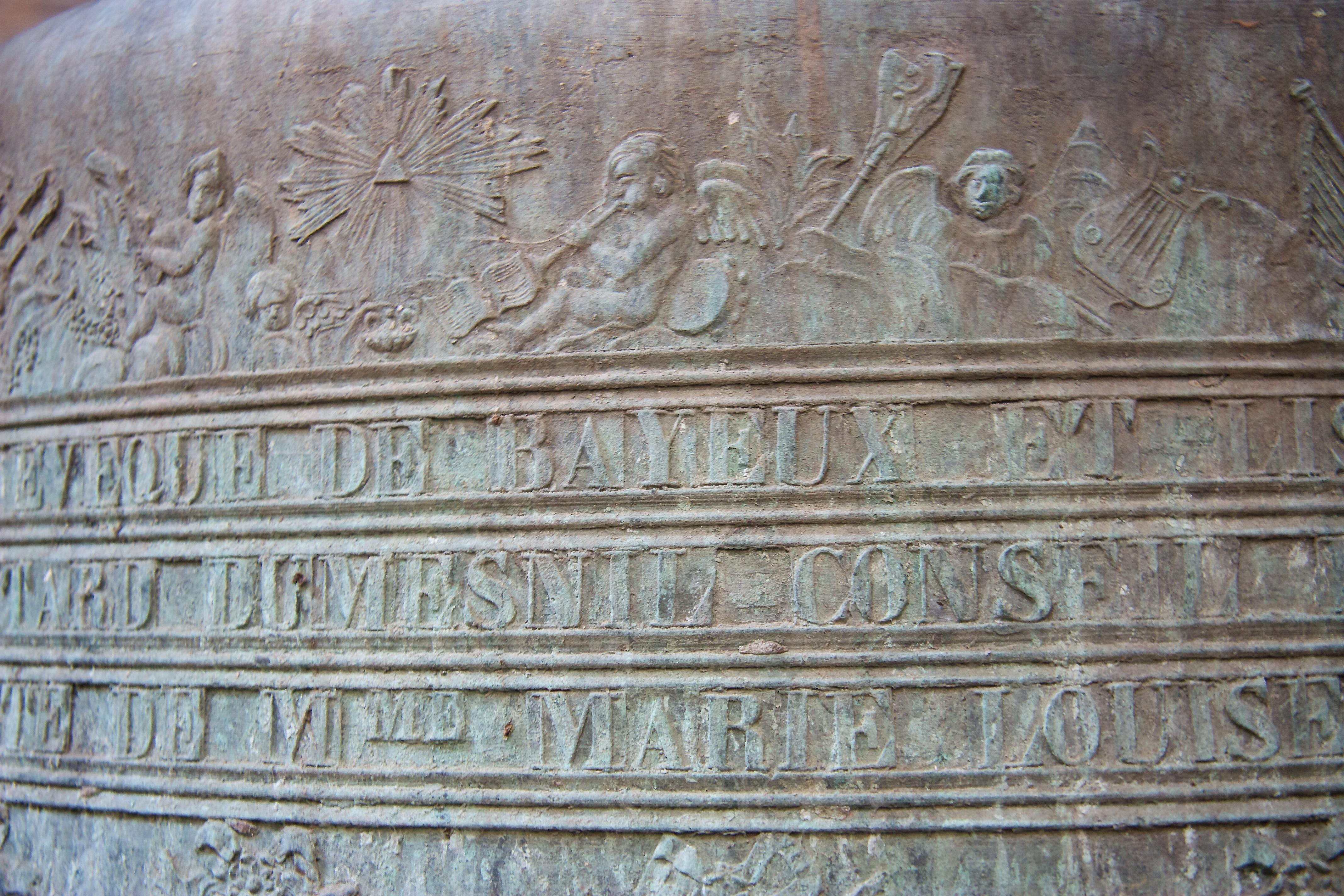
Détails sur une ancienne cloche.